# Jáki Ferenc
Jáki Ferenc (Érd-Ófalu, 1919. november 16. – Budapest, 2010. március 27.) író, előadó, fafaragó, festő, gimnáziumi tanár, bölcsészdoktor, eszperantista.
Életvitelét kitűnően jellemzi az általa sokat használt mondat:
„Amíg az ekevas szánt, fényes marad, ha közben kopik is, de ha szögre akasztják, rozsdás lesz, még ha vadonatúj is!”

## Élete
Középiskolába Székesfehérváron járt. Teológiát, filozófiát tanult, majd magyar-latin szakos diplomát szerzett valamint bölcsészdoktor lett. 1965-ben eszperantó nyelvtanári diplomát szerzett. Az eszperantó nyelv segítségével bejárta Európát, de Kínába is eljutott. Faragásaiból, grafikáiból, pasztellképeiből, selyemképeiből, művész fotóiból számos önálló kiállítást rendezett itthon valamint Dél- és Nyugat-Európában
Kiállításokat nyitott meg, 150 művelődéstörténeti előadást tartott.

## Tagságai
Az Állami Nyelvvizsga Bizottság Eszperantó Tagozatának tagja 1966 óta, a Magyarországi Eszperantó Szövetség és az Eszperantó Világszövetség örökös tagja. 1999 óta a Magyar Kultúra Lovagja.

## Kötetek
- Naptár avagy Kalendárium; Budapesti Művészetbarátok Egyesülete, Bp., 1988
- Gesztenyevirágok őszi verőfényben. Jáki Ferenc versei; Budapesti Művészetbarátok Egyesülete, Bp., 1989
- Fecskefészek, csillagszóró. Jáki Ferenc versei; Budapesti Művészetbarátok Egyesülete, Bp., 1989
- Legindaj legajxoj /magyar-eszperantó verseskötet/;
- Kódexversek /illusztrált verseskötet/;
- Jáki Ferenc–Legányi Marianna: Kantante vivi. Poemoj kaj art-tradukoj / Énekelve élni. Versek és műfordítások; Amikeco Esperanto-Asocio, Szolnok, 2006
- János Arany: Toldi. Epika poemo; eszperantóra ford. Fejes Márton, közrem. Jáki Ferenc; 2. kiad.; Mondial, New York, 2007
- A költő bűvöletében; szerk. Jáki Ferenc, Nick Ferenc; Adrianus BT, Bp., 2000

## Művelődéstörténeti cikkek
Tíz művelődéstörténeti cikk a „Füles” évkönyveiben 1970-85 között.